# Plan Vigipirate

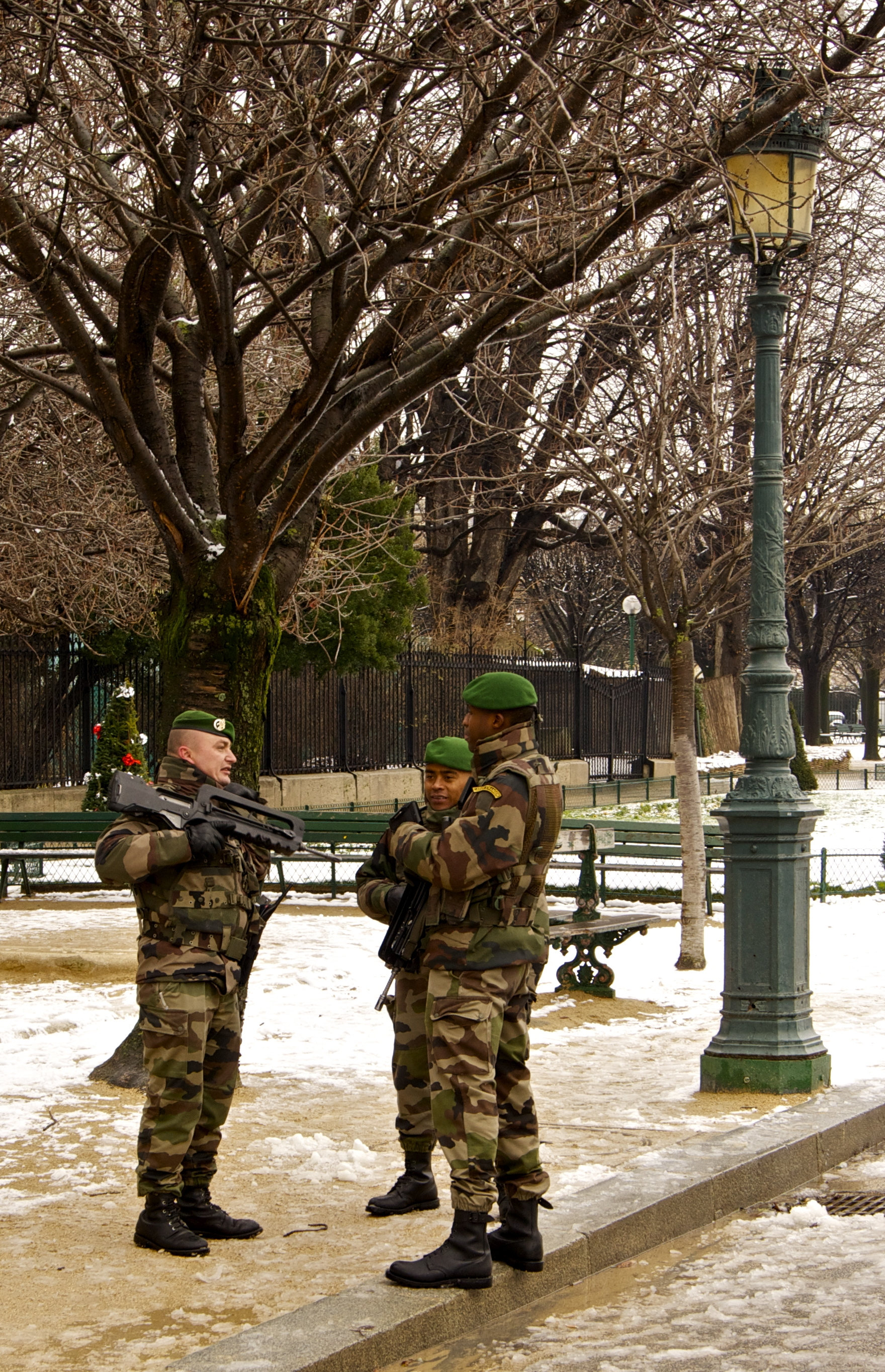
Patrouille der französischen Fremdenlegion bei der Kathedrale Notre-Dame de Paris

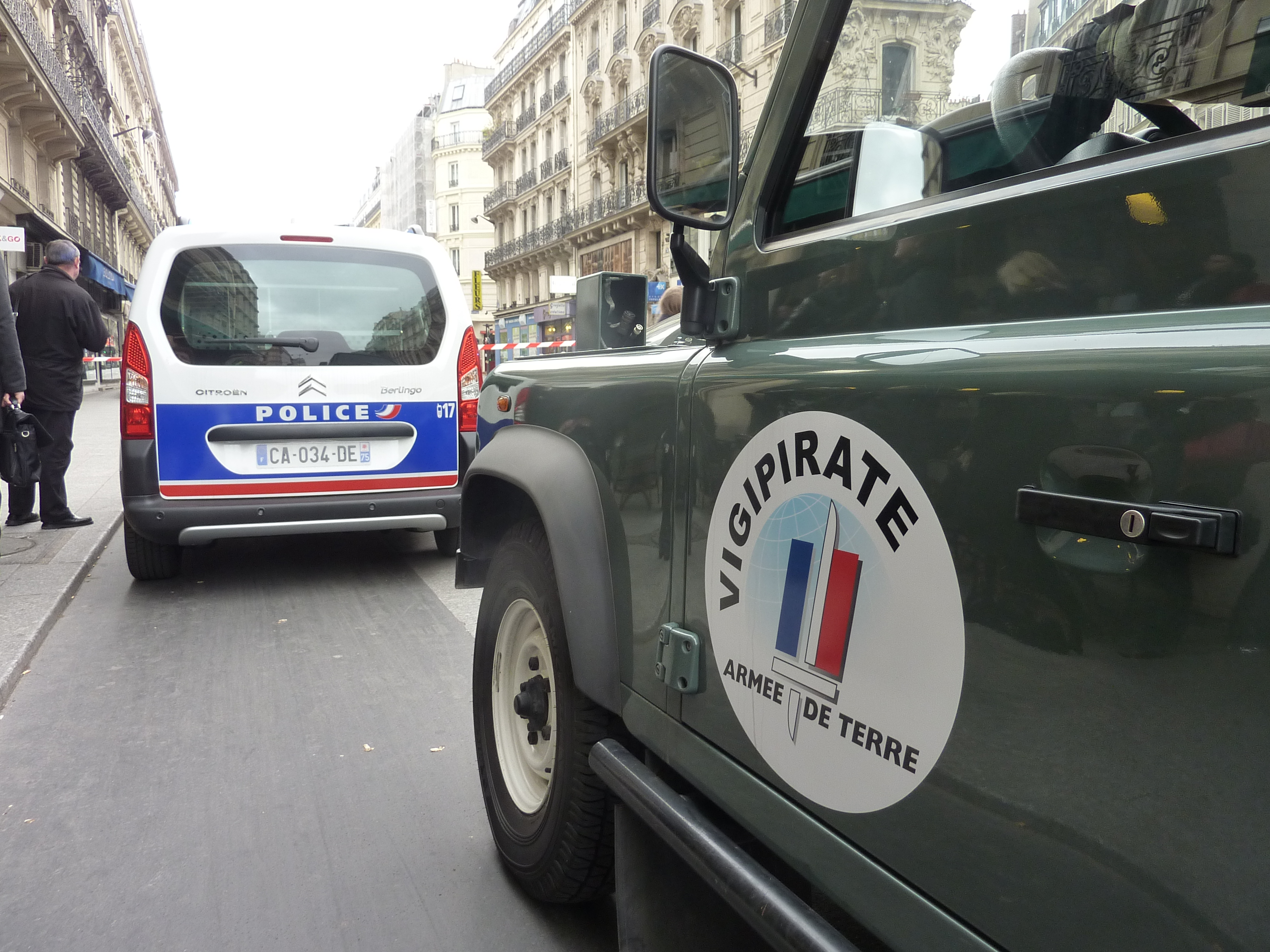
Einsatzfahrzeug des Plan Vigipirate

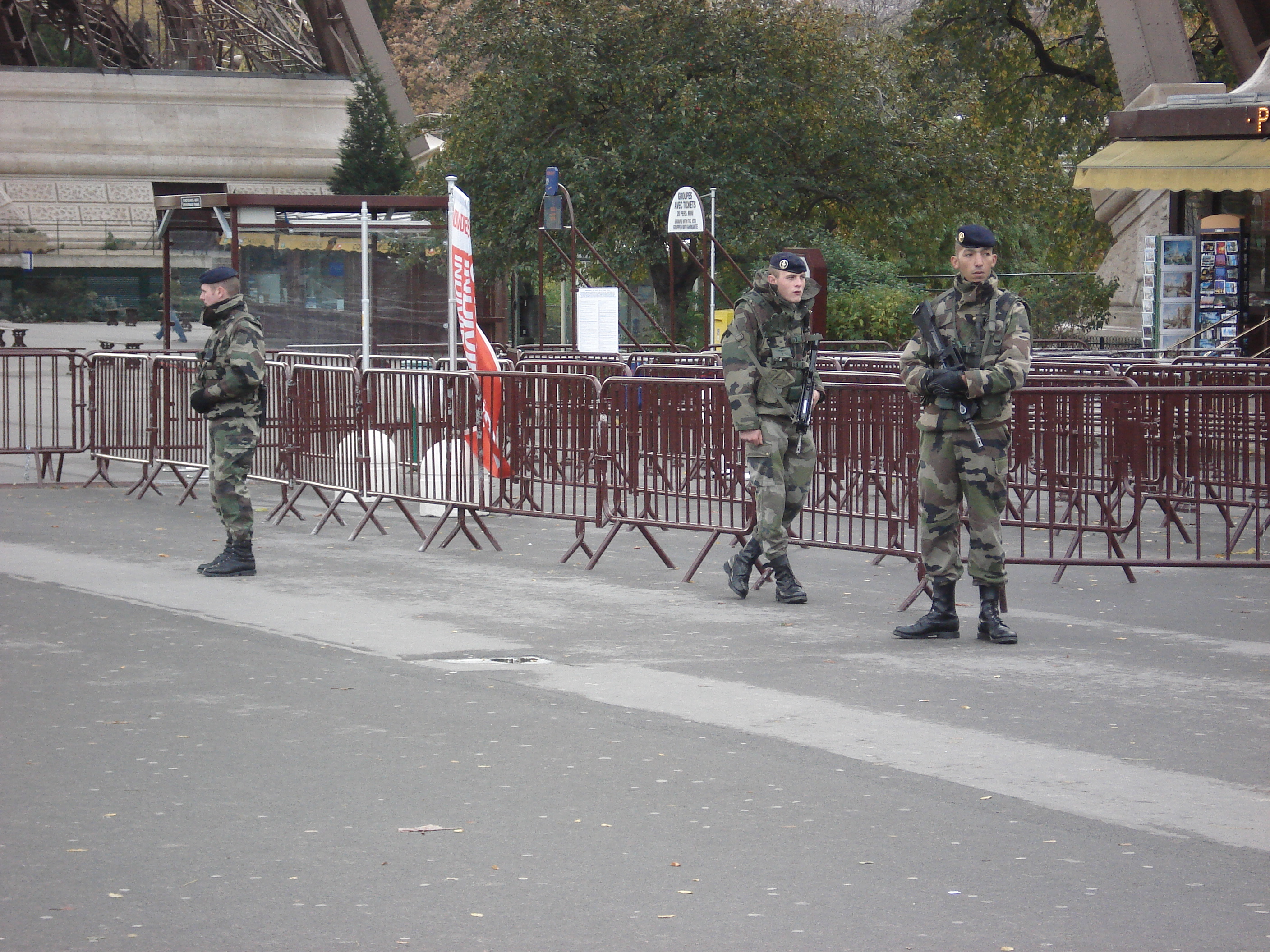
Vigipirate-Soldaten vor dem Eiffelturm

Plan Vigipirate ist der Begriff für französische Sicherheitsmaßnahmen zum Schutz gegen Terrorismus. Der Name ist ein Akronym aus französisch vigilance (deutsch Wachsamkeit) und französisch protection des installations contre les risques d’attentats terroriste à l’explosif (deutsch Schutz von Einrichtungen gegen das Risiko terroristischer Sprengstoffanschläge). Seit Januar 2015 wurde eine mit dem Vigipirate-Plan verbundene Schutzmission unter dem Namen Opération Sentinelle an das Militär übertragen.

## Alarmstufen seit 1. Dezember 2016
Seit dem 1. Dezember 2016 sieht der neue Vigipirate-Plan ein dreistufiges Bedrohungsszenario vor.

Dauerhafte Wachsamkeit gegen eine lang andauernde, aber diffuse Bedrohung
Verbesserter Schutz gegen ein hohes Bedrohungsniveau
Verbesserter Schutz vor einer dokumentierten und unmittelbar bevorstehenden Bedrohung durch Terroranschläge oder unmittelbar nach einem terroristischen Angriff

Der Vigipirate-Plan sieht folgende zwölf Einsatzbereiche vor, die von einer terroristischen Bedrohung betroffen sein könnten und deren Schutz und Mobilisierung als Reaktion auf diese Bedrohungen unerlässlich sind:
1. Notfälle
2. Versammlungen
3. Einrichtungen und Gebäude
4. Gefährliche Anlagen und Gefahrstoffe
5. Cybersicherheit
6. Luftsektor
7. Maritimer Sektor
8. Transportwege
9. Gesundheitssektor
10. Nahrungsmittelversorgung
11. elektronische Kommunikationsnetze, Wasser, Strom, Energieversorgung
12. Auslandseinsatz (französische Staatsbürger oder Reisende mit Wohnsitz in Frankreich, Repräsentanten des französischen Staates, französische Staatsbedienstete, französische Unternehmen, See- und Luftverkehr)

Der Vigipirate-Plan basiert auf der Analyse terroristischer Risiken, bei dem die Bedrohungsbewertung und die Ermittlung von Schwachstellen kombiniert werden. Die Bedrohungsanalyse wird regelmäßig oder bei Bedarf von allen Nachrichtendiensten durchgeführt. Schwachstellen werden von Abteilungen in ihren jeweiligen Verantwortungsbereichen identifiziert.

## Kritik
Gegner des Plans kritisieren die Einschränkung von bürgerlicher Freiheit und Privatsphäre und sprechen provokativ von einem „Plan Vichypirate“, in Anspielung auf die Vichy-Diktatur der 1940er-Jahre.

## Geschichte
Erstmals im Jahr 1978 wurde der Plan Vigipirate unter Staatspräsident Valéry Giscard d’Estaing ins Leben gerufen und 1995, 2000 und 2003 aktualisiert. Je nach der von der französischen Regierung definierten Stufe des Plans werden unterschiedlich starke Sicherheitsmaßnahmen durchgeführt. Bis Februar 2014 existierten die Stufen „gelb“, „orange“, „rot“ und „écarlate“ (scharlachrot, sinngemäß: tiefrot, mit der Bedeutung „akute Bedrohung“). Seit dem 7. Juli 2005, dem Tag der Terroranschläge in London, galt ununterbrochen die Stufe „rot“. Diese äußerte sich unter anderem in der massiven Präsenz von Sicherheitskräften (auch des Militärs), insbesondere an Bahnhöfen und an Orten mit vielen Touristen (z. B. am Louvre oder am Eiffelturm in Paris).

### Alarmstufen (bis 2014)
| Alarmstufe | Farbe        | Bedeutung                                                                | getroffene Maßnahmen |
| ---------- | ------------ | ------------------------------------------------------------------------ | --- |
| 0          | Weiß         | Keine Gefahr                                                             | Keine Gefahr |
| 1          | Gelb         | Unklare Bedrohung / Erhöhte Wachsamkeit                                  | Sicherheitsstufen anheben, um realen, aber noch unbestimmten Gefahren durch lokale Maßnahmen, die die normale Tätigkeit nur minimal stören, entgegenzutreten, während der Wechsel innerhalb weniger Tage auf „Orange“ oder „Rot“ vorbereitet wird.                                                                          |
| 2          | Orange       | Mögliche Bedrohung / Verhinderung einer terroristischen Handlung         | Maßnahmen gegen glaubhafte Risiken terroristischer Handlungen, einschließlich der Verwendung von Mitteln, die mäßig störend auf die normalen öffentlichen Aktivitäten, während der kurzfristige Wechsel auf „Rot“ oder „Scharlachrot“, wo möglich, vorbereitet wird.                                                        |
| 3          | Rot          | Hohe Bedrohungswahrscheinlichkeit / Verhinderung eines ernsten Anschlags | Maßnahmen gegen ein belegtes Risiko von einem oder mehreren terroristischen Handlungen, einschließlich Maßnahmen zum Schutz der öffentlichen Institutionen und Schaffung geeigneter Mittel für Rettung und Reaktion sowie die Genehmigung eines erheblichen Maßes an Störungen der sozialen und wirtschaftlichen Aktivität. |
| 4          | Scharlachrot | Eindeutige Gefahr / Verhinderung eines großen Anschlags                  | Bekanntgabe eines Risikos für schwere Anschläge, die gleichzeitig oder anderweitig unter Verwendung von nicht-konventionellen Mitteln große Verwüstungen verursachen; Geeignete Mittel zur Rettung und Reaktion werden vorbereitet sowie Maßnahmen, die für das öffentliche Leben sehr störend sind, sind erlaubt.          |

### Alarmstufen ab 20. Februar 2014
Seit dem 20. Februar 2014 gab es nur noch die zwei Stufen Vigilance und Alerte attentat. Seit dem 7. Januar 2015 galt aufgrund eines Anschlags auf die Redaktion des Magazins Charlie Hebdo der Status Alerte attentat für die Region Île-de-France, das französische Militär wurde zur Unterstützung in den Großraum Paris beordert. Am 8. Januar 2015 wurde der Status Alerte attentat auch auf die nördlich angrenzende Region Picardie ausgeweitet. Seit dem 4. Februar 2015 galt Alerte attentat auch für das Département Alpes-Maritimes, alle anderen Regionen Frankreichs waren in die Stufe Vigilance eingeordnet. Nach dem Terroranschlag von Saint-Quentin-Fallavier am 26. Juni 2015 wurde auf Anordnung von Staatspräsident François Hollande für die Region Rhône-Alpes die höchste Stufe Alerte attentat ausgerufen, die für zunächst drei Tage gelten sollte.